# 岡植純平
岡植 純平（おかうえ じゅんぺい、2004年7月10日 - ）は、兵庫県姫路市出身のプロ野球選手（投手・育成選手）。右投右打。福岡ソフトバンクホークス所属。

## 経歴

### プロ入り前
姫路市立広畑第二小学校時代に「キッズ広二ソフトボールクラブ」でソフトボールを始め、野球は姫路市立広畑中学校から同校の軟式野球部で始める。
高校は同市内の飾磨工業高校に進学。内野手で入学したが1年生の秋頃から投手に転向する。甲子園の出場はなく、3年生の夏は第104回全国高等学校野球選手権兵庫大会2回戦において、同年甲子園出場を果たした社高校に3対5で敗れたが、その試合で10奪三振を記録し注目を集める。
2022年10月20日に行われたプロ野球ドラフト会議にて、福岡ソフトバンクホークスから育成ドラフト5巡目指名され、支度金300万円、年俸360万円（金額は推定）で契約合意に達し、12月5日、BOSS E・ZO FUKUOKAで入団発表会見が行われた。背番号は162。

### プロ入り後
2023年4月11日、四軍戦の対香川オリーブガイナーズ戦でプロの選手としての初登板を迎える。二軍公式戦の登板はなかったが、三軍・四軍戦において、18試合に登板し42回を投げ、6勝0敗、防御率2.79の成績を残す。
2024年は三軍・四軍で先発登板を重ね、経験を積んだ。
2025年は右肘と右肩に炎症を抱え、1月中旬からリハビリ組に合流した。

## 選手としての特徴
最速148km/hの速球を計測し、変化球はカーブ、スライダー、カットボール、チェンジアップと多彩。奪三振を取れる投球スタイルと、投球フォームが千賀滉大に似ていることから“千賀二世”と評される。

## 詳細情報

### 背番号
- 162（2023年[8] - ）

### 登場曲
- 「GOOD LUCKY!!!!!」  グッキー（2023年 - ）
- 「save」 SUSHIBOYS（2023年 - ）